# اما لوئیس
اما لوئیس (به انگلیسی: Emma Louise) (زاده ۲۸ نوامبر ۱۹۹۳) خواننده و ترانه سرا استرالیایی است.